# Vendredi 13 heures
Pour plus de détails, voir Fiche technique et Distribution.
Vendredi 13 heures (An einem Freitag um halb zwölf) est un film germano-franco-italien réalisé par Alvin Rakoff, sorti en 1961.

## Synopsis
Dans le sud de la France à la fin des années 1950, le gangster Frank Morgan révèle son plan infaillible aux criminels Bleck, Gypo et Kitson, qui consiste à voler un véhicule blindé transportant des million de dollars, qui servent à payer la solde des soldats américains de la base militaire de Lieux. La petite amie de Morgan, Ginny, fait également partie du plan. Dans les jours qui suivent, chaque petit détail du plan est soigneusement mis en pratique jusqu’à ce que chacun maîtrise le rôle qui lui est attribué dans son sommeil.
Un vendredi à onze heures et demie, alors que les gangsters attendent le transporteur d’argent, Ginny, camouflée avec une perruque blonde, dépasse le véhicule blindé avec sa voiture, pour simuler un grave accident peu de temps après avec l’aide des hommes. Elle joue elle-même la victime de la circulation à côté de la voiture en feu. Lorsque le transporteur d’argent arrive sur place, le passager descend comme prévu pour aider la femme blessée. Une fusillade s’ensuit, qui se termine par la mort du conducteur et du passager alors qu'une caravane remorque le tout. Ginny et le jeune Kitson jouent ensuite les amoureux pour tromper les contrôle de police. À l’arrêt suivant, Gypo parvient à ouvrir une porte de la voiture volée mais deux coups de feu sont tirés, le touchant mortellement. Il s'avère que le conducteur du transporteur d’argent est toujours en vie et en profité pour tirer. Il est alors abattu par Frank Morgan.
La bande de criminels stationne ensuite dans un camping, où le jeune Gino les regarde avec méfiance et conclut qu’ils doivent être des coupables recherchés. Après que cette rumeur ait circulé, les gangsters s’enfuient et se dirigent vers les montagnes. Gino a appelé la police au camping et dirige la police sur la bonne voie. Gypo veut sortir et s’enfuir secrètement avant que la police ne traque les criminels. Bleck remarque l’évasion et le poursuit. Gypo se cache dans une grotte. Là, un serpent venimeux se glisse sous sa manche et le mord. Bleck essaie d’enlever le poison de la plaie mais sans succès. Les forces de l’ordre parviennent à encercler les trois derniers survivants. Bleck perd pied à cause d’un faux pas et tombe d’un rocher dans les profondeurs mais ne meurt pas. Il tire sur les policiers et en tue un. Deux policiers lui lancent des grenades, ce qui le tue. 
Se rendant compte que tout est perdu, Frank Morgan et Ginny se suicident en sautant ensemble dans le vide.

## Fiche technique
- Titre original : An einem Freitag um halb zwölf
- Titre français : Vendredi 13 heures
- Réalisation : Alvin Rakoff
- Scénario : Frank Harvey d'après le roman The World in My Pocket de James Hadley Chase
- Photographie : Václav Vích
- Musique : Claude Bolling
- Pays d'origine : Allemagne de l'Ouest - France - Italie
- Genre : policier
- Date de sortie : 1961

## Distribution
- Nadja Tiller : Ginny
- Rod Steiger : Frank Morgan
- Peter van Eyck : Bleck
- Jean Servais : Gypo
- Ian Bannen : Kitson
- Marisa Merlini : Frau Mandini
- Memmo Carotenuto : Herr Mandini
- Edoardo Nevola : Carlo Mandini
- Carlo Giustini : Pierre